# 腋球苎麻
腋球苎麻（学名：Boehmeria depauperata）为荨麻科苎麻属下的一个种。

## 扩展阅读
- 維基物種上的相關：腋球苎麻